# 燕塘站
燕塘站是广州地铁3号线和6号线的换乘车站，位于中国广东省广州市天河区广汕公路燕嶺路与规划路燕兴路三角交叉口，于2010年10月30日随3号线北延段开通而启用。

## 车站构造
燕塘站为四层三跨箱体结构，长约131m，宽26.8m，高度为28.22m。

### 車站樓層
本站共四層。地面為燕嶺路、燕興路及附近住宅樓等建築，地下一层为站厅层；地下二层为6号线站台层及连接站厅与換乘層的緩衝平台；地下三层为换乘層；地下四层為3号线站台层。
| 地下一层 | 站厅               | 售票機、客服中心、商店、警务室、安检设施 |  |  |
| 地下二层 | 缓冲平台           | 来往站厅与换乘层                         |  |  |
|          | 4 站台             | █6号线 潯峰崗方向（下站：天平架）        |  |  |
|          | 岛式站台（卫生间） |                                          |  |  |
|          | 3 站台             | █6号线 香雪方向（下站：天河客运站）      |  |  |
| 地下三层 | 换乘层             | 来往 █3号线、█6号线                      |  |  |
| 地下四层 | 2 站台             | █3号线 机场北方向（下站：梅花园）        |  |  |
|          | 岛式站台           |                                          |  |  |
|          | 1 站台             | █3号线 海傍方向（下站：广州东站）        |  |  |

### 站厅
燕塘站站厅呈「T」型分布。为了不影响燕岭路交通以及车站埋深影响，站厅因此设于燕興路与燕岭路交界地底，即3号线站台北侧部分上面。站厅設有售票機、自动售卡/充值机、客務中心等设施。受限于车站站厅空間，燕塘站仅有一家便利店。
为方便行人进出，站厅的收费区设于站厅东侧。站厅层连接6号线站台设有2条扶手电梯以及1条楼梯供乘客前往6号线月台；同时站厅收费区范围设有1台贯通貫通本站四層的专用电梯。
受制車站長度和3號線的埋深，因此站廳無法設置直達3號線站台的扶手电梯或楼梯。乘客如通过站廳层前往3號線站台，則需要從負一層的站廳開始，路經負二層的缓冲平台和負三層的換乘層輾轉來往位於負四層的3號線站台。同时缓冲平台西侧连接換乘層的扶梯和楼梯因车站设计所限，另在换乘层处设数级楼梯接驳。

### 换乘
换乘方面，现时两线之间通过地下三层的换乘层换乘，6号线站台层与换乘层之间设有一条扶手电梯及楼梯连接。另外亦可直接使用貫通本站四層的专用电梯，或繞經站廳进行换乘。
考慮到3號線和6號線有較大的運力差距，現時运营方引导从6號線換乘至3號線时可從站台通過地下三层換乘层直接往下換乘，而3號線換乘至6號線則需要繞經站廳。

### 月台

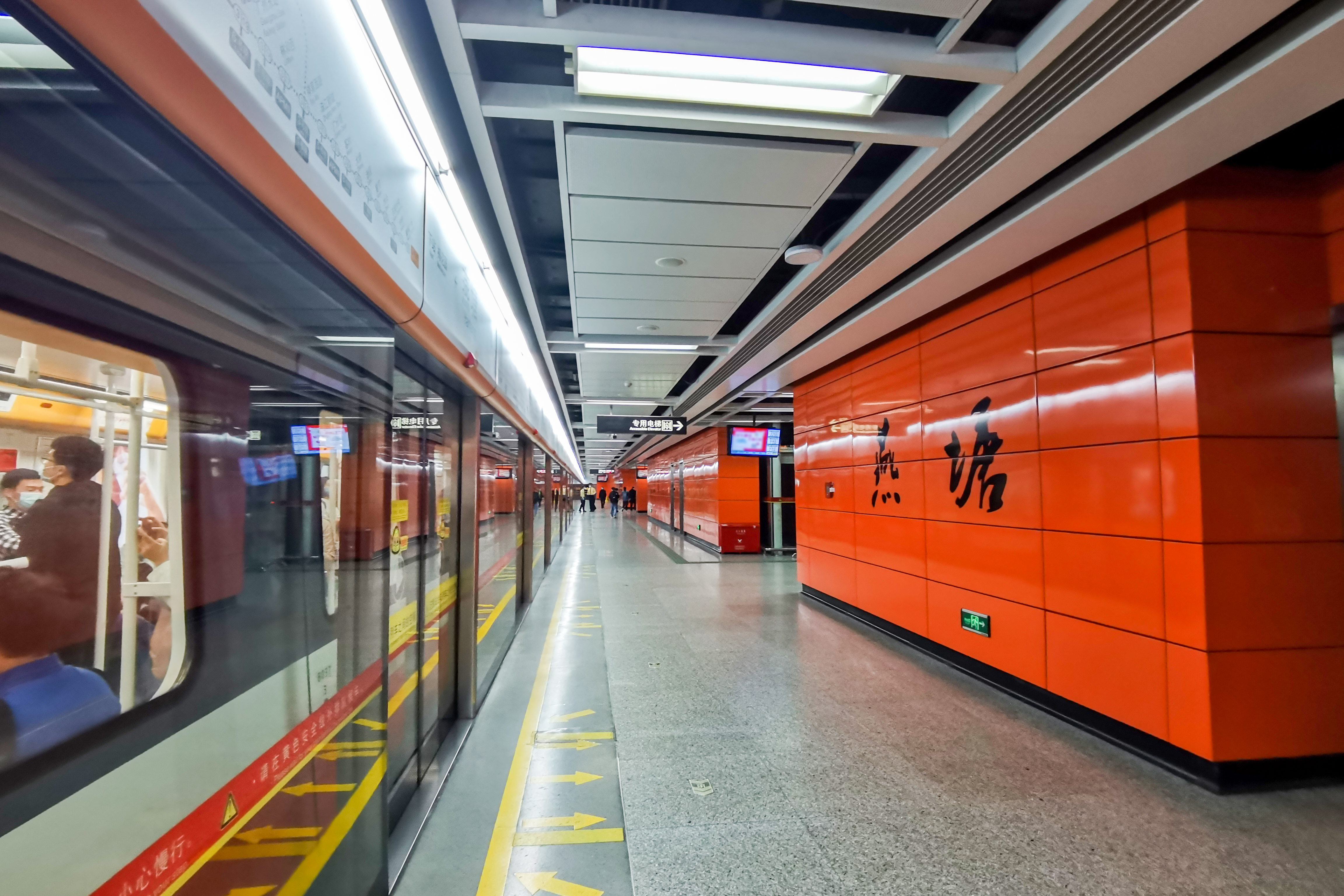
2号站台

本站3號線設有一個島式月台，其中北端为明挖部分，可以通往换乘层，南端是暗挖部分，位於燕興路与燕岭路交界地底。6號線亦設有一個島式月台，位於燕嶺路北側，與3號線垂直，6號線在上，3號線在下。其中本站的卫生间设于6號線站台往香雪方向的一端。
另外，6号线月台配色采用该线路一般车站使用的灰绿色玻璃掛板，与站厅以及3号线月台使用的橙紅色焗漆板不同。同时两线月台上的書法字也有所区别，3号线在焗漆板上采用由叶根友制作的书法大字，6号线在玻璃板上采用华文行楷電腦書法字。

### 出入口
燕塘站共设有3个出入口，三个出口相隔不过百米，且都在燕岭路北面。前往燕嶺路南面則需要通過市政行人天橋。但因天橋設計問題以及橋上亂擺買的現象，給市民出行帶來不便。所以有市民呼籲增加通往燕嶺路南邊的出口，但地鐵方面稱若興建橫跨燕嶺路的地下通道，受制於燕嶺路下方的地質條件，施工風險極大，期間將會嚴重影響甚至癱瘓燕嶺路的交通；同時B出口附近已設有市政行人天橋可供市民橫跨燕嶺路，再增建出口則會功能重疊，造成資源浪費。市規劃局則稱會考慮對該行人天橋進行改造，令使用更為方便，然而改造卻不了了之。
|                                                     |                                                           |      |          |                                                                  |
|                                                     |                                                           |      |          |                                                                  |
| 編號                                                | 设施                                                      | 照片 | 出口指示 | 建議前往的目的地                                                 |
| A                                                   | 盲道标志 · 扶手电梯标志                                   |      | 燕兴路   | 广州市第七十五中学                                               |
| B                                                   | 扶手电梯标志                                              |      | 燕岭路   | 燕都路、粤垦路、兴华路、燕塘企业公交车站 ②（南行）               |
| C                                                   | 盲道标志 · 轮椅升降台标志 · 无障碍通道标志 · 扶手电梯标志 |      | 燕岭路   | 燕塘路、武警医院、广州市银河烈士陵园、燕塘企业公交车站 ①（南行） |
| 註： 設有 \| 設有 \| 設有輪椅升降台 \| 設有扶手電梯 |                                                           |      |          |                                                                  |

## 接驳交通
| 普通巴士线路 \| 编号 \| 编号 \| 线路 \| 线路 \| 线路 \| 收费 \| 备注 \| \| ---- \| ---------- \| --------------------- \| --------------------- \| --------------------- \| --------------------- \| --------------------- \| \| \| 30 \| 龙洞（民族文化村） \| ⇆ \| 东山广场 \| 2元 \| \| \| \| 39 \| 天河公交场 \| ⇆ \| 龙洞（广东金融学院） \| 2元 \| \| \| \| 46 \| 罗冲围（松南路） \| ⇆ \| 中科院化学所 \| 2元 \| \| \| \| 54 \| 东华南路（江湾桥脚） \| ⇆ \| 中科院化学所 \| 2元 \| \| \| \| 65 \| 已于2022年8月7日停办 \| 已于2022年8月7日停办 \| 已于2022年8月7日停办 \| 已于2022年8月7日停办 \| 已于2022年8月7日停办 \| \| \| 84 \| 天平架 \| ⇆ \| 渔沙坦（旺岗） \| 2元 \| \| \| \| 84A \| 动物园 \| ⇆ \| 渔沙坦（渔中路） \| 2元 \| \| \| \| 89 \| 天河客運站 \| ⇆ \| 大沙头 \| 2元 \| \| \| \| 257 \| 已于2025年7月27日停办 \| 已于2025年7月27日停办 \| 已于2025年7月27日停办 \| 已于2025年7月27日停办 \| 已于2025年7月27日停办 \| \| \| 297 \| 黄沙 \| ⇆ \| 樂意居花園 \| 2元 \| \| \| \| 303A \| 广州南站 \| ⇆ \| 琶洲塔公交总站 \| 3元 \| 40分/班 \| \| \| 409 \| 鳌鱼岗（华新健康城） \| ↺ \| 燕塘企业 \| 2元 \| 不大于20–30分/班 \| \| \| 503 \| 杨桃公园（美林湖畔） \| ⇆ \| 天河客運站 \| 2元 \| \| \| \| 884 \| 天健创意园 \| ↺ \| 天河客運站 \| 2元 \| \| \| \| 夜10 \| 龙洞（广东金融学院） \| ⇆ \| 东山口 \| 3元 \| 39路附属线路 \| \| \| 夜69 \| 滘口客运站 \| ⇆ \| 鳌鱼岗大街牌坊 \| 4元 \| 236路附属线路 \| \| \| 夜71 \| 燕塘企业 \| ⇆ \| 渔沙坦（渔中路） \| 3元 \| \| \| \| 高峰快线21 \| 已于2025年7月27日停办 \| 已于2025年7月27日停办 \| 已于2025年7月27日停办 \| 已于2025年7月27日停办 \| 已于2025年7月27日停办 \| \| \| 高峰快线74 \| 珠影（地铁客村站） \| ⇆ \| 螺旋四路东 \| 2元 \| 252路附属线路 \| \| \| 高峰快线80 \| 中科院化学所 \| → \| 罗冲围 \| 2元 \| 46路附属线路，15分/班 \| |            |                       |                       |                       |                       |                       |
| 编号 | 编号       | 线路                  | 线路                  | 线路                  | 收费                  | 备注                  |
| | 30         | 龙洞（民族文化村）    | ⇆                     | 东山广场              | 2元                   |                       |
| | 39         | 天河公交场            | ⇆                     | 龙洞（广东金融学院）  | 2元                   |                       |
| | 46         | 罗冲围（松南路）      | ⇆                     | 中科院化学所          | 2元                   |                       |
| | 54         | 东华南路（江湾桥脚）  | ⇆                     | 中科院化学所          | 2元                   |                       |
| | 65         | 已于2022年8月7日停办  | 已于2022年8月7日停办  | 已于2022年8月7日停办  | 已于2022年8月7日停办  | 已于2022年8月7日停办  |
| | 84         | 天平架                | ⇆                     | 渔沙坦（旺岗）        | 2元                   |                       |
| | 84A        | 动物园                | ⇆                     | 渔沙坦（渔中路）      | 2元                   |                       |
| | 89         | 天河客運站            | ⇆                     | 大沙头                | 2元                   |                       |
| | 257        | 已于2025年7月27日停办 | 已于2025年7月27日停办 | 已于2025年7月27日停办 | 已于2025年7月27日停办 | 已于2025年7月27日停办 |
| | 297        | 黄沙                  | ⇆                     | 樂意居花園            | 2元                   |                       |
| | 303A       | 广州南站              | ⇆                     | 琶洲塔公交总站        | 3元                   | 40分/班               |
| | 409        | 鳌鱼岗（华新健康城）  | ↺                     | 燕塘企业              | 2元                   | 不大于20–30分/班      |
| | 503        | 杨桃公园（美林湖畔）  | ⇆                     | 天河客運站            | 2元                   |                       |
| | 884        | 天健创意园            | ↺                     | 天河客運站            | 2元                   |                       |
| | 夜10       | 龙洞（广东金融学院）  | ⇆                     | 东山口                | 3元                   | 39路附属线路          |
| | 夜69       | 滘口客运站            | ⇆                     | 鳌鱼岗大街牌坊        | 4元                   | 236路附属线路         |
| | 夜71       | 燕塘企业              | ⇆                     | 渔沙坦（渔中路）      | 3元                   |                       |
| | 高峰快线21 | 已于2025年7月27日停办 | 已于2025年7月27日停办 | 已于2025年7月27日停办 | 已于2025年7月27日停办 | 已于2025年7月27日停办 |
| | 高峰快线74 | 珠影（地铁客村站）    | ⇆                     | 螺旋四路东            | 2元                   | 252路附属线路         |
| | 高峰快线80 | 中科院化学所          | →                     | 罗冲围                | 2元                   | 46路附属线路，15分/班 |

## 利用狀況
本站附近為密集的住宅區，同時在6號線開通前，燕嶺路、天源路甚至廣汕路週邊居民亦會乘坐巴士前往本站換乘地鐵。因此本站全天客流較多，高峰期更會進一步上升。在清明節期間，亦有不少市民在本站或天河客運站轉乘巴士，前往位於兩站之間的銀河園（廣州市殯儀館）祭拜先人。而6號線開通後，本站客流再次得到提升，受制于6号线的列车编组，因此来自3號線的客流高於6號線。
由於受制於體育西路站的折返能力，3號線北延段運能目前無法再得以有效提升。而且本站客流超過現時3號線北延段的運能，因此目前每个工作日7:45-9:00及18:00-20:00將會在本站實施客流控制，避免3號線月台積壓的乘客過多，造成安全隱患。

## 历史
燕塘站的出现最早在1997年的《廣州市城市快速軌道交通線網規劃研究（最終報告）》中，當時的7號綫走向已經與現時6號綫大致相同，然后在2003年的规划方案中，機場快線被併入3號綫，並改為大致沿白雲山東邊佈置，亦设有燕塘站，使本站成为3号线和6号线的换乘车站。
3号线北延段于2007年底开工。2009年1月7日，车站附近横跨燕岭路的天桥出现下沉，下沉幅度超過10厘米。2009年11月20日，本站主体结构施工全部完成。
2010年10月30日，本站随3号线北延段开始运营而启用。2013年12月28日，6号线开通运营，本站成为3号线和6号线的换乘车站。
自本站3号线开通起，在站厅处曾设有航班查询信息以方便前往机场登机的乘客，数年后该安排中止，相关设备已被拆走。
2022年年末疫情期间，本站曾受防控措施影响，于11月26日至11月30日下午暂停进出站，仅保留站内换乘服务。